# أوستند
أوستند ((بالإنجليزية: Ostend)‏) مدينة ساحلية وبلدية في بلجيكا تابعة لمقاطعة فلاندرز الغربية في الإقليم الفلامندي. كان عدد سكانها 70,284 نسمة اعتباراً من 1 يناير 2013.

## المناخ
يظهر الجدول التالي التغييرات المناخية على مدار السنة لأوستند:
| البيانات المناخية لـأوستند             | البيانات المناخية لـأوستند | البيانات المناخية لـأوستند | البيانات المناخية لـأوستند | البيانات المناخية لـأوستند | البيانات المناخية لـأوستند | البيانات المناخية لـأوستند | البيانات المناخية لـأوستند | البيانات المناخية لـأوستند | البيانات المناخية لـأوستند | البيانات المناخية لـأوستند | البيانات المناخية لـأوستند | البيانات المناخية لـأوستند | البيانات المناخية لـأوستند |
| الشهر                                  | يناير                      | فبراير                     | مارس                       | أبريل                      | مايو                       | يونيو                      | يوليو                      | أغسطس                      | سبتمبر                     | أكتوبر                     | نوفمبر                     | ديسمبر                     | المعدل السنوي              |
| -------------------------------------- | -------------------------- | -------------------------- | -------------------------- | -------------------------- | -------------------------- | -------------------------- | -------------------------- | -------------------------- | -------------------------- | -------------------------- | -------------------------- | -------------------------- | -------------------------- |
| متوسط درجة الحرارة الكبرى °م (°ف)      | 6.2 (43.2)                 | 7.0 (44.6)                 | 10.6 (51.1)                | 13.8 (56.8)                | 16.8 (62.2)                | 19.3 (66.7)                | 21.7 (71.1)                | 22.0 (71.6)                | 19.7 (67.5)                | 15.3 (59.5)                | 10.1 (50.2)                | 6.6 (43.9)                 | 14.5 (58.1)                |
| المتوسط اليومي °م (°ف)                 | 3.7 (38.7)                 | 3.8 (38.8)                 | 6.8 (44.2)                 | 9.1 (48.4)                 | 12.6 (54.7)                | 15.3 (59.5)                | 17.6 (63.7)                | 17.4 (63.3)                | 14.9 (58.8)                | 11.3 (52.3)                | 7.2 (45.0)                 | 4.2 (39.6)                 | 10.5 (50.9)                |
| متوسط درجة الحرارة الصغرى °م (°ف)      | 1.0 (33.8)                 | 0.7 (33.3)                 | 2.8 (37.0)                 | 4.5 (40.1)                 | 8.4 (47.1)                 | 11.2 (52.2)                | 13.2 (55.8)                | 12.9 (55.2)                | 10.6 (51.1)                | 7.6 (45.7)                 | 4.4 (39.9)                 | 1.8 (35.2)                 | 6.6 (43.9)                 |
| الهطول مم (إنش)                        | 64.6 (2.54)                | 53.2 (2.09)                | 55.0 (2.17)                | 44.9 (1.77)                | 58.8 (2.31)                | 66.3 (2.61)                | 66.4 (2.61)                | 77.7 (3.06)                | 77.6 (3.06)                | 84.2 (3.31)                | 85.8 (3.38)                | 78.2 (3.08)                | 812.7 (32.00)              |
| متوسط أيام هطول الأمطار                | 12.5                       | 10.1                       | 11.0                       | 9.3                        | 10.1                       | 9.6                        | 8.9                        | 9.3                        | 10.5                       | 12.0                       | 13.2                       | 12.8                       | 129.5                      |
| ساعات سطوع الشمس الشهرية               | 63                         | 83                         | 129                        | 190                        | 219                        | 217                        | 230                        | 215                        | 157                        | 119                        | 65                         | 49                         | 1٬736                      |
| المصدر: Royal Meteorological Institute |                            |                            |                            |                            |                            |                            |                            |                            |                            |                            |                            |                            |                            |

## توأمة
لأوستند اتفاقيات توأمة مع:
- بانجول

## أعلام
- لويز ملكة بلجيكا
- ديفوك أوريغي
- جيمس إنسور
- جان بورغين
- أوجست ماري فرنسوا برناريت